# Nematomenia squamosa
Nematomenia squamosa is een Solenogastressoort uit de familie van de Dondersiidae. De wetenschappelijke naam van de soort is voor het eerst geldig gepubliceerd in 1913 door Thiele.